# پنروز (یوتا)
پنروز (به انگلیسی: Penrose) یک منطقهٔ مسکونی در ایالات متحده آمریکا است که در شهرستان باکس الدر، یوتا واقع شده‌است. پنروز ۱٬۳۰۰٫۹ متر بالاتر از سطح دریا واقع شده‌است.